# Küdema
Koordinaten: 58° 28′ N, 22° 19′ O
Küdema (deutsch Kiddemetz) ist ein Dorf (estnisch küla) auf der größten estnischen Insel Saaremaa. Es gehört zur Landgemeinde Saaremaa (bis 2017: Landgemeinde Mustjala) im Kreis Saare.

## Einwohnerschaft und Lage
Das Dorf hat 40 Einwohner (Stand 31. Dezember 2011). Es liegt 26 Kilometer nordwestlich der Inselhauptstadt Kuressaare an der gleichnamigen Ostsee-Bucht (Küdema laht).
Bei dem Dorfkern befindet sich einer der größten Karsttrichter der Insel Saaremaa.